# Sojuz 4
Sojuz 4 byla trojmístná pilotovaná kosmická loď SSSR typu Sojuz o hmotnosti 6625 kg. Mise byla významná spojením dvou lodí a přestupem kosmonautů mezi nimi. Byla v pořadí 27. pilotovanou kosmickou lodí z naší planety.

## Posádka
- Vladimir Šatalov - velitel lodě

Pouze přistání
- Alexej Jelisejev (přestoupil ze Sojuzu 5) - letecký technik
- Jevgenij Chrunov (přestoupil ze Sojuzu 5) - letecký technik

### Záložní posádka
- Georgij Šonin - velitel

## Průběh mise
Loď odstartovala z kosmodromu Bajkonur ráno 14. ledna 1969. Při startu byl v lodi pouze Vladimír Šatalov.
Po dvou dnech letu se podařilo Šatalovovi po několika předchozích korekcích dráhy spojit se s další kosmickou lodí SSSR Sojuz 5, které startovala o hodinu později. Spojení proběhlo na orbitální dráze Země ve výši 209-250 km nad jejím povrchem. Trvalo přes 4 hodiny a během něj k Šatalovovi z druhé lodě přestoupili kosmonauté Jelisejev a Chrunov a druhého dne 7. ledna 1969 ráno celá trojice přistála s kabinou na padáku 40 km od Karagandy na území Kazašské SSR. Volacím znakem posádky Sojuz 4 byl Amur a pro posádku lodi Sojuz 5, se kterým se měl Sojuz 4 spojit, byl Bajkal. Sojuz 4 strávil na oběžné dráze téměř 72 hodin a obletěl 48x Zemi. Sojuz 5 řízený osamoceným Borisem Volynovem přistál o dvě hodiny později .

### Výstup do vesmíru
- Jelisejev a Chrunov  - EVA 1
  - EVA 1 začátek: 16. ledna, 1969, 12:43:00 UTC
  - EVA 1 konec: 16. ledna, 13:15 UTC
  - Trvání: 37 minut